# 侯仁寶
侯仁寶（？—981年）汾州平遙人，北宋初期官員。
侯仁寶是中書令侯益的第三子，因父親功勳而蔭封太子中允之職。侯仁寶也是宰相趙普的妹夫。趙普與盧多遜不睦，互相彈劾。970年，盧多遜任宰相之後，侯仁寶被外調到邕州。邕州的右江生長有毒藥樹，宣化縣人常常前往採集，當做貨物販賣。侯仁寶將此事上奏朝廷，宋太宗下令將這些樹全部砍掉。
979年，交趾的丁朝發生內亂，其皇帝丁部領、太子丁璉被殺，年幼的丁璿繼位。十道將軍黎桓陰謀篡位，與其他忠於丁朝的大臣發生衝突。侯仁寶向宋太宗秘密進獻征討交趾的策略，宋太宗大喜，令他立即馳歸汴京。盧多遜認為，若讓侯仁寶回到汴京，黎桓一定會對這次密謀有所耳聞，從而加強了兵備，使得攻打交趾變得困難；盧多遜還建議任命侯仁寶為主帥，另派荆湖士卒二萬人前往增援，長驅直入攻打交趾。宋太宗採納了這個建議，任命侯仁寶為交州水陸計度轉運使；又任命蘭陵團練使孫全興、漆作使郝守俊、鞍轡庫使陳欽祚、左監門將軍崔亮為兵馬都部署；寧州刺史劉澄、軍器庫副使賈湜、供奉官閣門祗候王僎為兵馬都部署，伺機南下。
黎桓得知此事後，篡奪了皇位，並增強了兵備。980年，侯仁寶、孫全興率陸軍主力到達諒山，一路勢如劈竹，長驅直入；但劉澄所率的水軍卻在白藤江遇阻。翌年春，侯仁寶率陸軍先行，孫全興則駐紮在花步地區等候劉澄的水軍。侯仁寶多次催促，孫全興仍止步不前，直到劉澄到達後方才合兵前進。黎桓向侯仁寶詐降，侯仁寶不以為備。當夜，黎桓夜襲宋軍軍營。宋軍援兵不至，大敗，侯仁寶戰死於支棱江。
侯仁寶的死訊傳到了汴京，宋太宗甚為悼惜，特贈工部侍郎官職，錄用其子侯延齡、侯延世為齋郎。

## 家庭
父：侯益
兄弟：侯仁愿、侯仁矩、侯仁遇、侯仁兴